# Ijahman Levi
Ijahman Levi właśc. Trevor Sutherland (ur. 22 czerwca 1946 w Christiana) – jamajski wokalista, twórca muzyki roots reggae.

## Życiorys
Trevor Sutherland urodził się 21 czerwca 1946 roku w miejscowości Christiana, prowincji Manchester na Jamajce. Śpiewać zaczął już w dzieciństwie (jak sam twierdzi – była to inspiracja Jah). Pierwszym jego nagraniem była piosenka Red eyes people zarejestrowana w roku 1962 dla Duke'a Reida, za którą dostał pięć funtów. W roku 1963 dołączył do swoich rodziców, którzy wcześniej wyemigrowali do Anglii. Tam brał udział w kilku projektach muzycznych związanych z muzyką soul. Siedząc w więzieniu (jako więzień nr 266701) za drobne przestępstwo w latach 1972-1974 doznał duchowej przemiany, zmienił swój pseudonim na I Jah Man Levi. W czasie odbywania wyroku napisał także wiele piosenek, w tym jedną z najbardziej znanych – Jah Heavy Load, którą nagrał od razu po odzyskaniu wolności. W tym samym roku ukazał się album Haile I Hymn, a w następnym Are We A Warrior. Oba zaliczają się do najwybitniejszych osiągnięć tego artysty. Na pierwszej z nich znalazły się 4 utwory, na drugiej zaś 5, za to bardzo rozbudowane i długie (nawet do 12 minut) co jest nietypowe dla muzyki reggae, jednak bardzo charakterystyczne dla tego wykonawcy. Tematycznie pierwsza płyta była całkowicie poświęcona wyznaniu wiary Ijahmana, na drugiej pojawiły się również piosenki o tematyce miłosnej. W sumie Ijahman Levi nagrał ponad 30 albumów. Występuje do dzisiaj niosąc swoje przesłanie. W Polsce pojawił się m.in. na Ostróda Reggae Festiwalu w 2008 roku.

## Przekonania religijne
Ijahman Levi jest rastafarianinem. Należy do domu 12 Plemion Izraela. Organizacja ta każdy miesiąc roku przyporządkowuje jednemu z biblijnych plemion izraelskich. Czerwiec, w którym urodził się muzyk, przyporządkowany jest Lewiemu. Ijahman uważa się za lewitę, czyli kapłana. Od tego plemienia wzięło się również ostatnie słowo jego pseudonimu. Dokładnie przestudiował Biblię i – jak twierdzi – stara się według niej żyć, służąc Jah.

## Ciekawostki
- Płyta Haile I Hymn została wydana w dwóch wersjach. Pierwsza została zmiksowana przez Chrisa Blackwella (który jednak nie podzielił się z artystą zyskiem ze sprzedaży krążka), druga zaś pochodzi z materiału, który Ijahman uratował ze śmietnika, zmiksował samodzielnie i wydał.
- Utwór Jah Heavy Load z płyty Haile I Hymn został nagrany przez Antoninę Krzysztoń, do którego napisany został polski tekst. Utwór był jej największym i jedynym komercyjnym przebojem i nazywa się Perłowa łódź.

## Dyskografia[1]
- 1978 : Haile I Hymn - Mango Records
- 1979 : Are We a Warrior - Mango Records
- 1983 : Tell It to the Children - Tree Roots
- 1984 : Africa - Tree Roots
- 1985 : Lilly of My Valley - Tree Roots
- 1995 : Live in Paris - Tree Roots
- 1996 : Sings Bob Marley - Com Four
- 2003 : Roots of Love - Melodie
- 2006 : Every knee - Kondie Awire